# Riventosa
Riventosa (in corso A Riventosa) è un comune francese di 150 abitanti situato nel dipartimento dell'Alta Corsica nella regione della Corsica.

## Società

### Evoluzione demografica
Abitanti censiti

## Infrastrutture e trasporti
Nel territorio comunale di Riventosa, a circa due chilometri di distanza dal centro abitato, sorge la fermata di Poggio-Riventosa della linea ferroviaria a scartamento metrico Bastia – Ajaccio. È coperta da un servizio a richiesta dei TER della direttrice Bastia – Ajaccio.